# 素敵に女ざかり2
『素敵に女ざかり2』（すてきにおんなざかり2）は、NHK「ドラマ新銀河」で1998年1月5日から2月5日まで放送されたテレビドラマ。
番組タイトルは、1996年に同枠で放送された『素敵に女ざかり』から採られているが前作の世界観との繋がりはない。

## キャスト
- 朝丘雪路
- 木の実ナナ
- 原久美子
- 名古屋章

## スタッフ
- 原案 - 斉藤樹実子[1]
- 脚本 - 倉沢左知代[1]
- 音楽 - 佐橋俊彦[1]
- 制作統括 - 菅野高至[1]
- 演出 - 田中賢二[1]、佐々木正之[1]
- 美術 - 竹内光鷹[1]
- 技術 - 原波[1]
- 音響効果 - 浜口淳二[1]
- 制作 - NHK

## 主題歌
- 「ドアを開けたら」沢田知可子